# Enigma C-vrednosti
Enigma C-vrednosti, ili paradoks C-vrednosti, je termin koji se koristi za opisivanje široke varijacije nukleusnih veličina genoma među eukariotskim vrstama. U centru enigme C-vrednosti je zapažanje da veličina genoma nije u direktnoj korelaciji sa kompleksnošću organizma. Na primer, neki jednoćelijski protisti imaju mnogo veće genome od čoveka.

## Literatura
- Gregory TR (2005). „Genome size evolution in animals”.  Ур.: T.R. Gregory. The Evolution of the Genome. San Diego: Elsevier. стр. 3–87. ISBN 0-12-301463-8.
- Gregory TR (2001). „Coincidence, coevolution, or causation? DNA content, cell size, and the C-value enigma”. Biological Reviews. 76 (1): 65—101. PMID 11325054. doi:10.1017/S1464793100005595.
- Gregory TR (2000). „Nucleotypic effects without nuclei: genome size and erythrocyte size in mammals”. Genome. 43 (5): 895—901. PMID 11081981.
- Thomas CA Jr (1971). „The genetic organization of chromosomes”. Annual Review of Genetics. 5: 237—256. PMID 16097657. doi:10.1146/annurev.ge.05.120171.001321.
- Swift H (1950). „The constancy of desoxyribose nucleic acid in plant nuclei”. Proc Natl Acad Sci USA. 36 (11): 643—654. PMC 1063260 . PMID 14808154. doi:10.1073/pnas.36.11.643.
- Vendrely R, Vendrely C (1948). „La teneur du noyau cellulaire en acide désoxyribonucléique à travers les organes, les individus et les espèces animales: Techniques et premiers résultats”. Experientia (на језику: French). 4: 434—436.

## Spoljašnje veze
- Veličina životinjskog genoma
- Biljne DNK C-vrednosti